# Christoph Meinel
Christoph Meinel (né le 28 novembre 1949 à Dresde) est un historien des sciences allemand.

## Biographie
Christoph Meinel étudie la chimie à l'université Philippe de Marbourg de 1968 à 1974. Il y obtient son doctorat en 1977 avec une thèse sur la chimie à l'Université de Marbourg depuis le début du XIXe siècle. Il étudie ensuite à l'Université de Kent, aux universités de Hambourg (à partir de 1981 en tant qu'assistant à l'Institut d'histoire des sciences naturelles, des mathématiques et de la technologie) et de Marbourg et obtient son habilitation à Hambourg en 1987. Au semestre d'été 1990, il est professeur C3 (de) d'histoire des mathématiques et des sciences naturelles à l'Université de Mayence. Du semestre d'hiver 1990 au semestre d'hiver 2014/2015, il occupe la chaire d'histoire des sciences à l'Université de Ratisbonne,.
Ses domaines de travail sont l'histoire de la chimie et l'histoire des sciences au début de la période moderne, y compris l'histoire de l'alchimie.
Il est membre du Collège des sciences de Berlin et chercheur invité au collège Smith de Northampton et à l'Université Paris-Sud .
En 1994, il est élu membre de la Léopoldine. En 1995, il reçoit la pièce commémorative Gmelin-Beilstein (de). En 1986, il reçoit le Prix des jeunes historiens de l'Académie internationale d'histoire des sciences, dont il est membre depuis 1993. Il est membre de la Société Joachim-Jungius (de), dissoute en 2006. En 2019, Christoph Meinel reçu de la GDCh (de) la plaque Carl-Duisberg (de) pour services rendus à la promotion de la chimie.
De 1998 à 2011, il est président fondateur de la Commission internationale sur l'histoire de la chimie moderne. Il est membre du comité de rédaction des revues Ambix (Londres), Annals of Science (Londres), Centaurus (Copenhague), Chemical Heritage (Philadelphie), Hyle : Studies in History and Philosophy of Chemistry (de) (Karlsruhe), Dejiny ved a techniky (Prague), Science Networks (Bâle) et NTM (Bâle).